# Малий астрономічний супутник 2
Малий астрономічний супутник 2, також відомий як SAS-2, SAS B або Explorer 48, був гамма-телескопом НАСА. Він був запущений 15 листопада 1972 року на низьку навколоземну орбіту з  перигеєм 443 км і  апогеєм 632 км. Він завершив свої спостереження 8 червня 1973 року.  

## Місія
SAS 2 був другим у серії малих космічних кораблів, призначених для розширення астрономічних досліджень у рентгенівському, гамма, ультрафіолетовому, видимому та інфрачервоному діапазонах. Основною метою SAS-2 було вимірювання просторового та енергетичного розподілу первинного галактичного та позагалактичного гамма-випромінювання з енергією від 20 до 300 МеВ. Прилади складалися в основному з захисного сцинтиляційного детектора, верхньої та нижньої іскрових камер і телескопа заряджених частинок.

## Запуск
Космічний корабель був запущений 15 листопада 1972 року на початкову орбіту з параметрами: 632 км висота апогею, 443 км висота перигею, 1,90° нахил орбіти(відносно екватору), з орбітальним періодом 95,40 хвилин.  від платформи Сан-Марко біля узбережжя Кенії, на майже екваторіальну орбіту. Орбітальний космічний корабель мав форму циліндра приблизно 59 см в діаметрі і 135 см за довжиною. Чотири сонячні батареї були використані для підзарядки восьмиелементної нікель-кадмієвої батареї, місткістю 6 А/год, для забезпечення живлення космічного корабля та обладнання телескопу. Обертання космічного корабля стабілізувалося внутрішнім колесом, а керована система керування з магнітним моментом була використана для направлення осі обертання космічного корабля на будь-яку точку неба в межах приблизно 1°. Вісь експерименту лежала вздовж цієї осі, дозволяючи телескопу дивитися на будь-яку вибрану область неба з приймальною апертурою ± 30°. Номінальна швидкість віджиму становила 1/12 об/хв. Дані приймалися зі швидкістю 1000 біт/с і могли бути записані на бортовий магнітофон і одночасно передаватись у реальному часі. 

## Спостереження
Спостереження спочатку було розпочато 20 листопада 1972 року, а 27 листопада 1972 року космічний корабель став повністю готовим до роботи. Низьковольтне джерело живлення вийшло з ладу 8 червня 1973 року. Жодних корисних наукових даних після цієї дати отримано не було. За винятком дещо погіршеного зоряного датчика, секція управління космічним кораблем працювала чудово. 
SAS-2 вперше виявив Гемінга, пульсар, який вважається залишком наднової, яка вибухнула 300 000 років тому. 

### Гамма-телескоп
Прилад складався з двох вузлів іскрової камери, чотирьох пластикових сцинтиляційних лічильників, чотирьох черенковських лічильників і купола сцинтиляційного лічильника проти збігів, зібраного у вигляді телескопа. Блок іскрової камери складався з 16-провідних модулів іскрової камери з системою зчитування магнітних сердечників. Між цими двома вузлами була розташована площина пластикового сцинтилятора, утворена чотирма сцинтиляційними лічильниками. Тонкі вольфрамові пластини, в середньому товщиною  0.01 см, були вставлені між модулями іскрової камери, які мали активну площу 640 см2. Ці пластини забезпечили матеріал для перетворення гамма-променів на електрон — позитронну пару, та надали можливість визначити енергію цих частинок шляхом вимірювання їхнього кулонівського розсіювання. Модулі іскрової камери виявляли положення та напрямок частинок; з цієї інформації було визначено енергію та напрямок гамма-променів. Сцинтиляційні лічильники та чотири спрямовані лічильники Черенкова, які були розміщені під другою іскровою камерою, становили чотири незалежні системи збігу лічильників. Цілісний пластиковий купол сцинтилятора оточував увесь блок, за винятком нижньої частини, щоб розрізняти заряджені частинки. Поріг приладу становив приблизно від 30 МеВ до 200 МеВ разом з інтегральним потоком понад 200 МеВ. Кутова роздільна здатність телескопа змінювалася залежно від енергії та напрямку, від 1,5° до 5°. За час спостережень з 15 листопада 1972 року по 8 червня 1973 року було досліджено приблизно 55% небесної сфери, включаючи більшу частину галактичної площини. 

## Дивись також
- Малий астрономічний супутник 1
- Малий астрономічний супутник 3